# Állatkerti körút
Az Állatkerti körút egy Budapest XIV. kerületében lévő közterület a Városliget határán, és a Hősök terét köti össze a Hermina úttal. Nevét a mellette elterülő Fővárosi Állat- és Növénykertről kapta 1903-ban.

## Jellemzői

### Állatkert felőli oldal

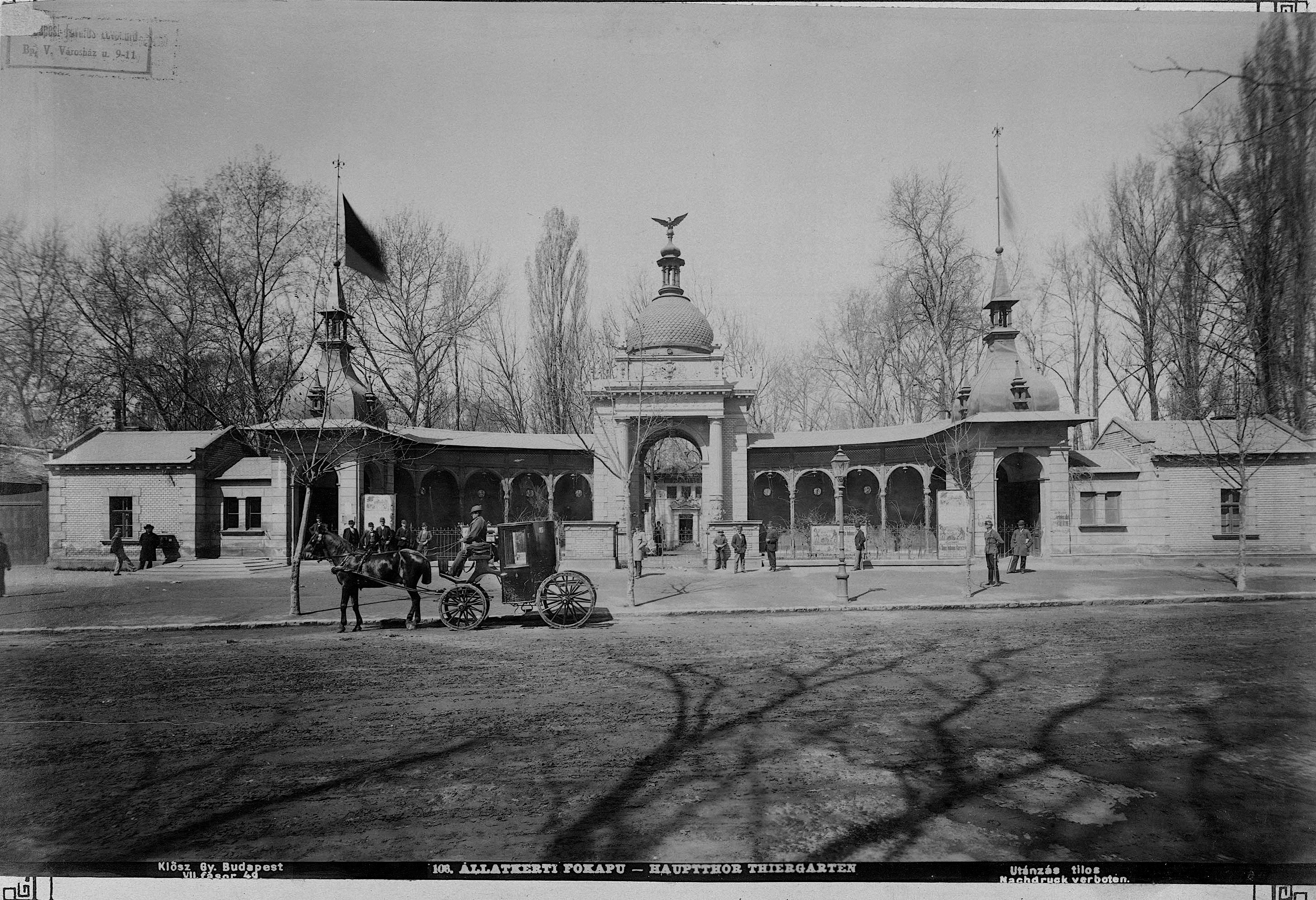
Az 1885-ös Állatkerti kapuépület

Az Állatkerti körút a Hősök terénél indul, és északra tart, majd több kanyarral keletre, végül délkeletre fordul. Kezdeténél ilyen irányban haladva bal kéz felé a Szépművészeti Múzeum található, jobb kéz felé végig a Városliget terül el. A Szépművészeti Múzeum után az Állatkerti körútba csatlakozik a Gundel Károly út (korábban Állatkerti út), túloldalán az Állatkerttel. Az Állatkert és az Állatkerti körút közé beékelődik a Gundel étterem épülete. Ezt követően ismét az Állatkert folytatódik (6-12.) a körút mentén, annak Kapuépületével, majd díszes kerítésével. 1885 és 1909 között a mai kapuépület helyén állt az Állatkert régi díszes kapuépülete, amelyet Gerster Kálmán tervezett.
A kerítés közelében áll az Állatkerten belül az Elefántház.
Egy kisebb térségnél áll (beékelődve) a Fővárosi Nagycirkusz épülete, majd ismét folytatódik az Állatkert a Hermina útig. Korábban ezen a szakaszon a Budapesti Vidám Park volt, amelyet 2013-ban zártak be, majd fokozatosan elbontottak.
A Vidámpark Nagycirkusztól a Körhinta épületig terjedő, kisebb belső kertjét a legkisebbek számára készült játékok miatt „Kis Vidámpark”-nak nevezték.
Az Állatkerti körút a Kacsóh Pongrác út–Kós Károly sétány találkozásánál ér véget, folytatása a Hermina út.

### Városliget felőli oldal
A körút másik oldalán a Hősök terétől haladva végig a Városliget terül el. Elején látható az M1-es metró felszíni szakaszából marad Wünsch-féle híd, majd a Városligeti-tó a tóra épült Robinson étteremmel. A tó után újabb étterem, a Digó Lizsé épülete van, majd kisebb árupavilonok következnek. Ezek helyén korábban az 1970-es években épült egyszerűbb bódék voltak, amelyeket a Liget Budapest projekt keretében bontottak el 2015-ben.
A pavilonok után nagyméretű épület, a Széchenyi gyógyfürdő következik. Ennek Kós Károly-sétány felőli oldala 1909 és 1913 között épült Czigler Győző, majd halála után Dvorák Ede tervei szerint. Az Állatkerti körút felőli épületrészt 1924 és 1927 között építették ifjabb Francsek Imre tervei alapján.

## Épületek, építmények mellette

### Állatkert felőli oldal
| Név                                         | Megjegyzés                                                                     | Kép |
| ------------------------------------------- | ------------------------------------------------------------------------------ | --- |
| Szépművészeti Múzeum                        | Tervezte Schickedanz Albert és Herzog Fülöp Ferenc, épült 1901 és 1906 között. |     |
| Gundel étterem                              | Épült 1894-ben Wampetich-vendéglőként. Mai nevét 1910-ben vette fel.           |     |
| A Fővárosi Állat- és Növénykert Kapuépülete | Tervezte Neuschloss Kornél, épült 1909 és 1912 között.                         |     |
| állatkerti kapuőrházak (2 épület)           |                                                                                |     |
| A Fővárosi Állat- és Növénykert Elefántháza | Tervezte Neuschloss Kornél, épült 1909 és 1912 között.                         |     |
| Fehér Elefánt büfé                          |                                                                                |     |
| Fővárosi Nagycirkusz                        | Épült 1971-ben.                                                                |     |
| büféépület                                  |                                                                                |     |
| Körhinta épülete                            | Épült 1906-ban. 2017-ben felújították.                                         |     |

### Városliget felőli oldal
| Név                  | Megjegyzés | Kép |
| -------------------- | --- | --- |
| Wünsch-híd           | Tervezte Wünsch Róbert, a Kisföldalatti vasbeton szerkezetének tervezője, épült 1896-ban.                                     |     |
| Robinson étterem     | |     |
| Digó Lizsé           | |     |
| árupavilonok         | Épültek 2015 után. |     |
| Széchenyi gyógyfürdő | Épült két részletben 1909–1913 (tervező: Czigler Győző és Dvorák Ede), majd 1924–1927 között (tervező: ifjabb Francsek Imre). |     |

## Érdekességek
- régebben a Cirkusz és a Vidámpark közötti lévő, az Állatkerti körutat a vasúttal összekötő üzemi utat külön néven, Varranó utcaként tartották nyilván. 2014-ben zárták le a Vidámpark bezárása idején.[13]

## Az Állatkerti út (ma: Gundel Károly út)

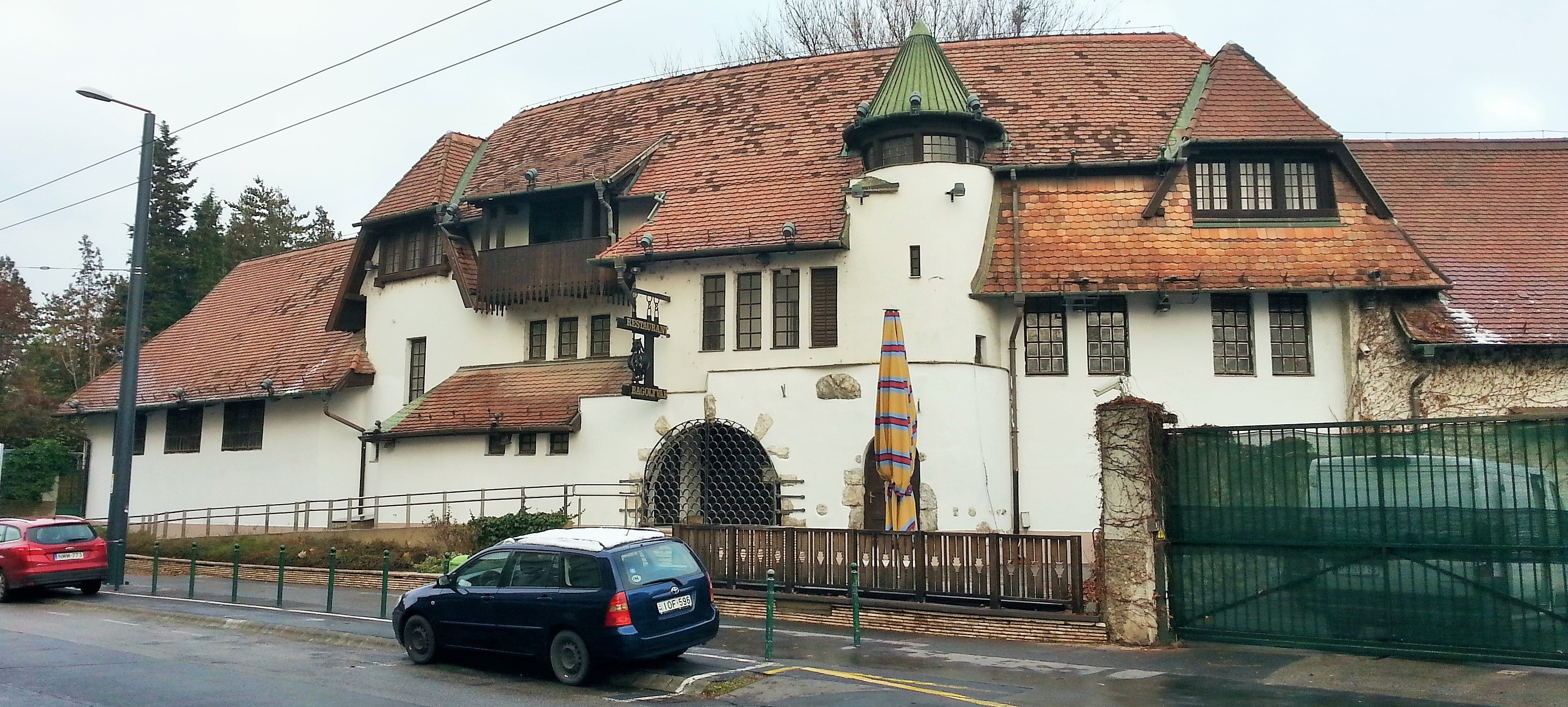
A Bagolyvár étterem

Az Állatkerti körút rövid kiágazása az Állatkerti út, amely a Dózsa György úttal (39-41.) köti össze a körutat délnyugati irányban haladva. Eredeti nevét 1889-ben kapta. Az ezredforduló után nevezték át Gundel útra.